# Битва при Бургосе (1808)
Битва при Бургосе, также известная как Битва при Гамонале, произошла 10 ноября 1808 года во время Пиренейских войн между французской армией маршалов Сульта и Бессьера и испанскими войскам графа де Бельведера. Она произошла во время захвата Наполеоном Испании, которая закончилась разгромом испанских войск и эвакуацией с полуострова британских войск.
После непродолжительной битвы французы нанесли тяжёлое поражение своим противникам, которые отступили, понеся большие потери. Эта победа, первая в испанской наполеоновской кампании, имела большое стратегическое значение. Сульт воспользовался возможностью, чтобы покорить Бургос, заняв, таким образом, стратегически важный центр и позволив Наполеону организовать серию манёвров, которые привели к полному разгрому испанских войск.

## Предыстория

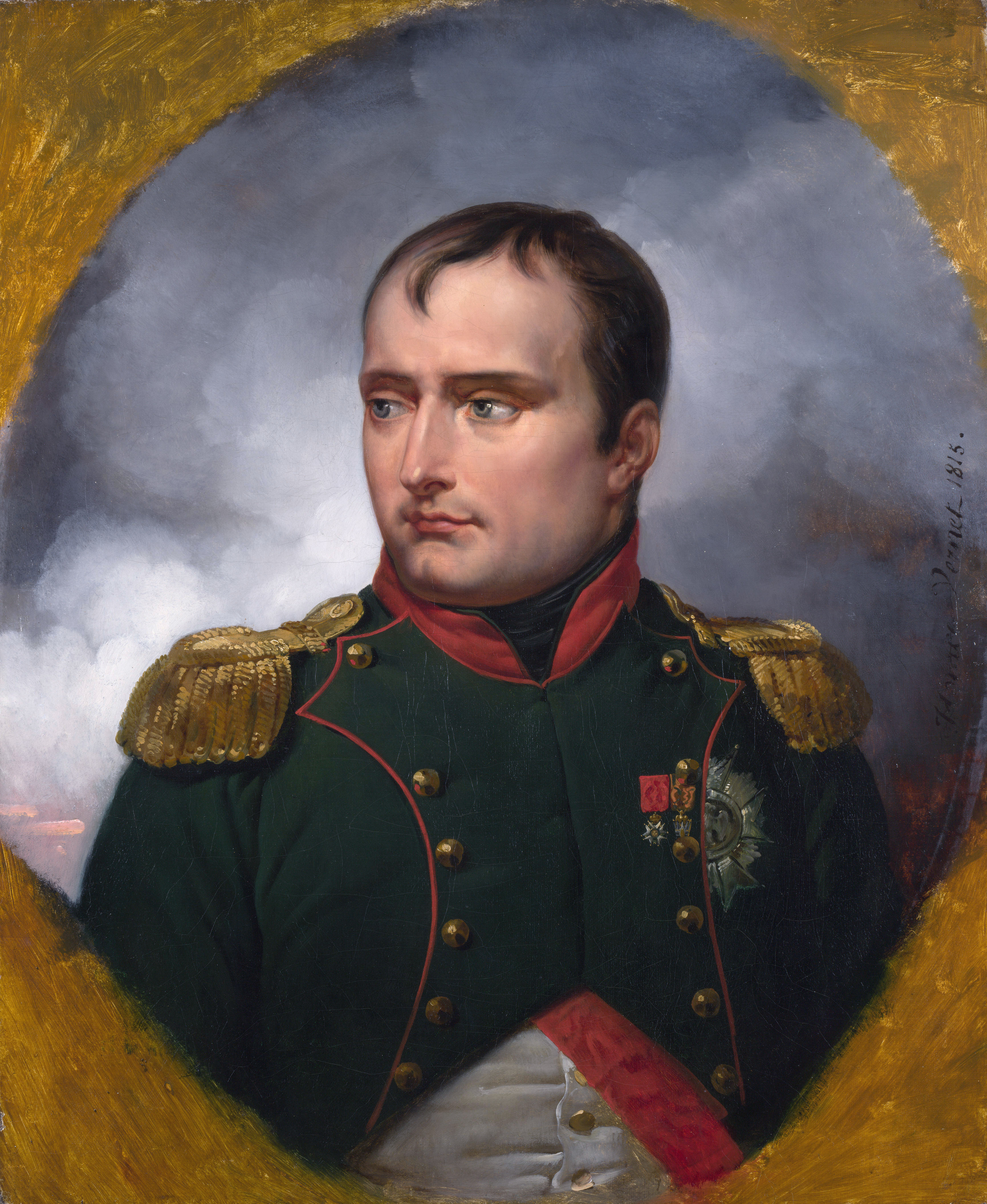
Наполеон I. Картина Ораса Верне.

После поражений французской армии в Байлене в Испании и Вимейру в Португалии король Жозеф Бонапарт, старший брат Наполеона, был вынужден покинуть Мадрид и вернуться с остальными имперскими войсками в Эбро. Император, осознав наконец всю серьёзность ситуации, решил сам отправиться на полуостров во главе Великой Армии. 27 сентября 1808 года Наполеон встретился в Эрфурте с Александром I, стремясь заручиться его поддержкой против Австрии, пока сам Наполеон и его лучшие войска будут в Испании. Встреча прошла практически безрезультатно, но 12 октября император всё же официально распустил Великую армию. Оставив два корпуса в Баварии под командованием маршала Даву, он срочно перебросил другой корпус и имперскую гвардию, а также некоторых из своих самых опытных маршалов, на Пиренейский полуостров.
Пока его войска шли к Испании, Наполеон покинул Париж и отправился в Байонну, откуда он уехал 8 ноября в Виторию. Он прибыл туда вечером в сопровождении маршалов Ланна и Сульта и начал разрабатывать план своей кампании на основе имеющейся информации. В тот момент французские войска были сильно рассеяны: 5-й корпус ещё не пересек Пиренеи, а 8-й корпус, эвакуированный из Португалию согласно Синтрской конвенции, как раз высаживался британским флотом на побережье Франции. Кроме того, на правом крыле французов ещё не соединились 1-й корпус маршала Виктора и 4-й корпус маршала Лефевра. 2-й корпус Бессьера находился посередине в Бривьеске, а 3-й под командованием маршала Монсея занимал Тафалью и Эстелью; наконец, позади к Витории подходили 4-й корпус Нея и имперская гвардия.
Противостоящие им испанские армии, рассредоточенные по обеим сторонам фронта и не имеющие реального главнокомандующего, были разделены на три группы: на левом фланге Галисийская армия генерала Хоакина Блейка отступила к Эспиноса-де-лос-Монтерос, в то время как центральная армия под командованием генералов Кастаньоса и Палафокса собралась вокруг Туделы и готовилась к наступлению; наконец, третья армия, прибывшая из Эстремадуры, шла к Бургосу под командованием сначала генерала Хосе Галлузо, а затем графа де Бельведера. Британские экспедиционные силы генерала Джона Мура находились в Португалии и были готовы поддержать своих союзников.

## Французская стратегия и предварительные манёвры

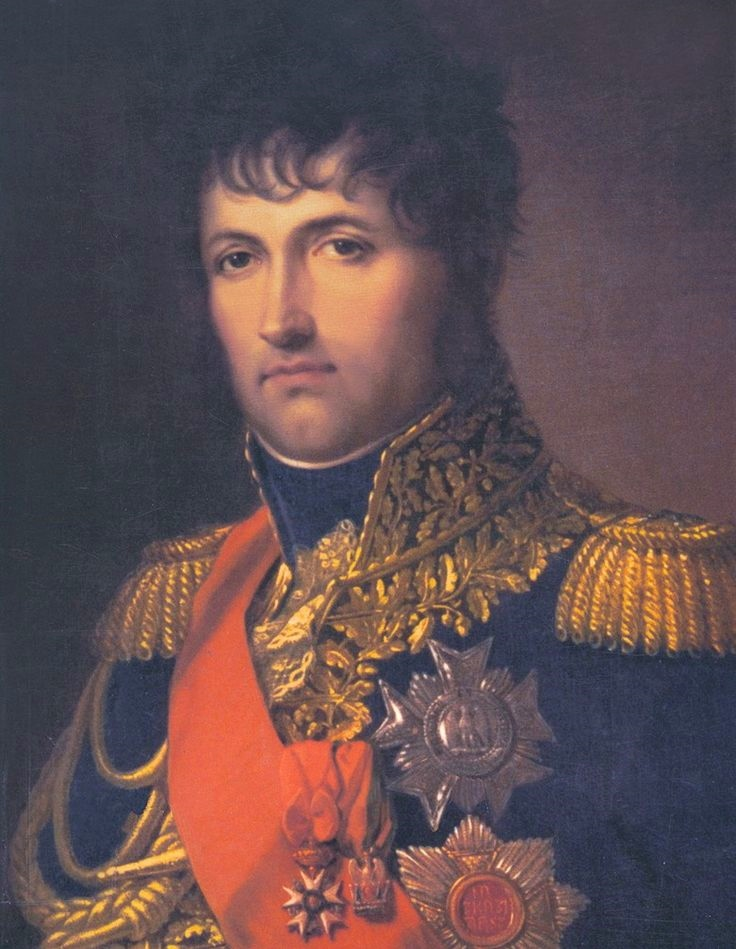
Маршал Сульт, герцог Далмации и командир 2-го корпуса армии Испании.

Наполеон со своей стороны определился со стратегией: в то время, как 3-й корпус оставался в обороне, маршал Ней должен был наступать на Аранду, а маршалы Виктор и Лефевр должны были встать перед армией генерала Блейка. Главный удар планировалось нанести по центру 2-м корпусом, где Сульт заменил Бессьера на посту командующего; маршал должен был встретиться с армией графа Бельведера, разгромить её и захватить Бургос, разрезав, таким образом, испанские войска на две части, которые впоследствии можно было обойти и поодиночке уничтожить. Император с императорской гвардией и резервами должен был следовать за 2-м корпусом.
Сульт, прибывший в Бривьеску утром 9 ноября, направил свои войска к деревне Монастерио, которая доминировала на равнине возле Бургоса. Ночью французы достигли деревни и устроили там штаб-квартиру, в то время как лёгкая кавалерия двинулась вперед, чтобы отрезать коммуникации противника.

## Битва
10 ноября 1808 года, в 6 часов утра, в Вилла Фриа произошло первое столкновение между авангардом французской кавалерии генерала Лассаля и испанским отрядом более чем в 5 тыс. человек. В 8 утра, когда прибыл маршал Сульт, пехота 2-го корпуса вышла на поле после форсированного марша от Вилла Фриа и Рио Бена. Испанский авангард был оттеснён к Гамональ-де-Риопико (бывший муниципалитет, сейчас район Бургоса), где присутствовал граф Бельведер с основной частью его войск. Правое крыло было расположено на лесистой местности недалеко от реки Арлансон, в то время как левое крыло было развернуто в парке Веллимер . Армия Эстремадуры насчитывала в общей сложности 11 тыс. пехотинцев, 1,1 тыс. всадников и 30 артиллерийских орудий, а также могла рассчитывать на поддержку от 7 до 8 тыс. вооружённых крестьян. Регулярные подразделения Бельведера считались лучшими в испанской армии: хорошо вооружённые англичанами, они включали в себя королевскую гвардию, пехотные полки из Мальорки, Сафры и Валенсии-де-Алькантары, гусаров из Валенсии и королевского карабинеров; однако, несмотря на их ценность, эти подразделения оказались неспособны выдержать удар французских солдат, и последовавшая короткая битва оказалась для графа де Бельведера настоящей катастрофой.

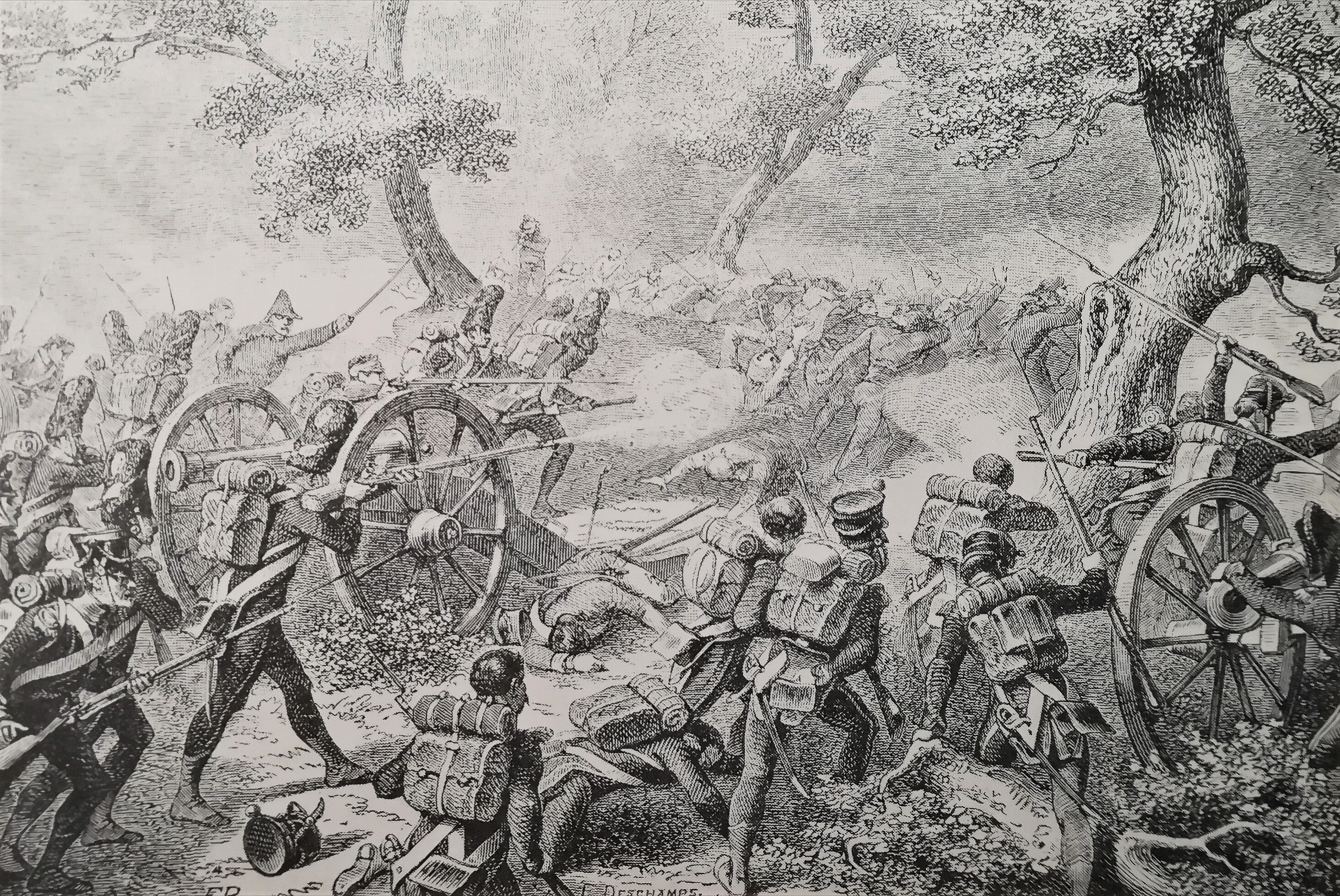
Захват испанской артиллерии пехотинцами из дивизии Мутона. Иллюстрация Феликс-Эмманюэль-Анри Филиппото.

Боевые действия начались с массированного обстрела испанской артиллерией по всей линии фронта, в то же время кавалерия генерала Лассаля маневрировала справа от врага, чтобы использовать недостаток в расположении сил Бельведера вдоль Арлансона. Однако именно атака французской пехоты определила исход битвы. Сульт выпустил ветеранскую дивизию генерала Мутона, который, построив её в колонну, вышел из лесов Гамоналя и быстро разогнал испанских защитников. Следующая за Мутоном дивизия Боне начала преследование побеждённых противников.

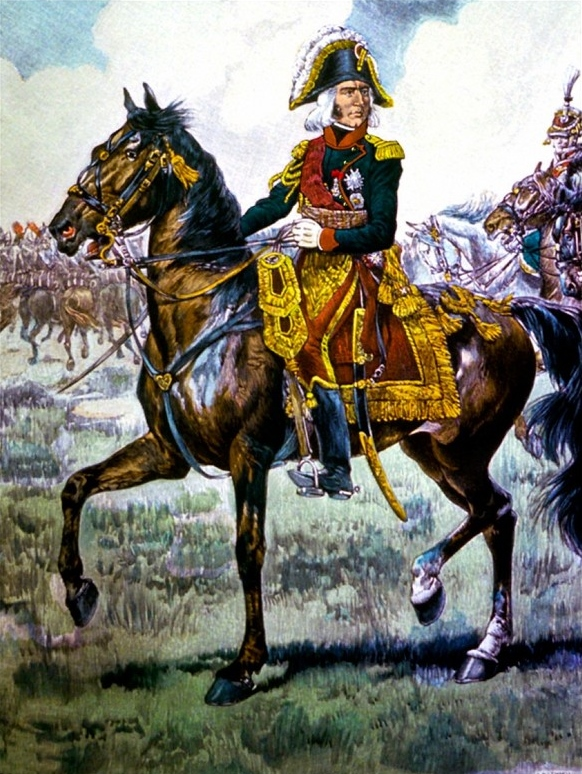
Маршал Бессьер возглавил атаку тяжёлой кавалерии 2-го корпуса в битве при Бургосе. Иллюстрация Жоба.

Видя, что правый фланг разбит, левый фланг испанцев отошёл от поля битвы, в то время как французские войска быстро наступали на Бургос, которого они достигли почти одновременно с беглецами из армии Бельведера. Город был взят без особого сопротивления. Маршал Бессьер, получивший командование всей тяжёлой кавалерией, пошёл в атаку и разбил испанцев, которые оставили в руках французских нападавших множество артиллерийских орудий; отряд каталонских солдат, присутствовавший на другом берегу Арлансона, также был разогнан всадниками. Испанское поражение было полным: армия Эстремадуры потеряла 2,5 тыс. убитыми и ранеными, 900 пленных и всю свою артиллерию. Французы также захватили 4000 фузей и тридцать ящиков с боеприпасами. Колонна беглецов распалась по пути; побеждённый командир граф де Бельведер сумел сбежать и добраться вечером до Лермы, где он перегруппировал несколько батальонов, которые не участвовали в битве и которым ночью удалось бежать в Аранда-де-Дуэро.
В Бургосе французы овладели арсеналами и складами армии Эстремадура; Сульт, выигравший битву за несколько часов и завоевавший важный город, решил воспользоваться своим преимуществом и продолжил наступление в нескольких направлениях. В то время как одна колонна шла к Лерме в погоне за врагом, другие отряды 2-го корпуса шли на Паленсию и Вальядолид, в то время как сам маршал во главе многочисленной колонны в тот же день начал продвигаться на север в сторону Рейноса, где он надеялся перерезать линии связи армии генерала Блейка в соответствии с планом Наполеона.

## Итог
10 ноября одновременно с падением Бургоса маршалы Виктор и Лефевр вступили в битву при Эспиносе с армией генерала Блейка. Атаки французов, отражённые в первый день, прорвали испанские линии 11 ноября, однако не смогли предотвратить отход 12 тыс. солдат галисийской армии. Они быстро ушли на запад без преследования. Стратегия императора была реализована, однако не все цели были достигнуты. Сульт вошел в Рейносу 14 ноября после форсированного марша через горы почти в сто километров, но Блейк избежал его и сумел 23 ноября добраться до Леона примерно с 10 тыс. человек. В последующие недели манёвры французов против армии Центра были успешными лишь частично из-за отсутствия сотрудничества между маршалами Ланном и Неем и из-за неровной местности, значительно замедлявшей передвижение войск.
Испанские историки вспоминают эту битву, отмечая тщетную храбрость гвардейцев и валлонских полков, которыми командовал дон Висенте Хенаро де Кесада. Собрав из разбитых испанских войск арьергард, он несколько раз отбивал атаки кавалерии генерала Лассаля, не уступая тому ни пяди земли. Из 307 солдат арьергарда выжили только 74, все залитые кровью, в разорванных униформах и с погнутыми и затупившимися в сражении штыкам. Говорят, что Бессьер вернул меч Кесаде и приказал перевязать ему раны во французском полевом госпитале. По мере продолжения Пиренейской войны такие рыцарские поступки становились все более и более редкими.